# Euclea
Euclea é um género botânico pertencente à família Ebenaceae.

## Espécies
- Euclea acutifolia E.Mey. ex A.DC.
- Euclea angolensis Gürke
- Euclea asperrima E.Holzh.
- Euclea balfourii Hiern ex Balf.f.
- Euclea coriacea A.DC.
- Euclea crispa (Thunb.) Gürke
- Euclea dewinteri Retief
- Euclea divinorum Hiern
- Euclea lancea Thunb.
- Euclea laurina Hiern ex Balf.f.
- Euclea natalensis A.DC.
- Euclea neghellensis Cufod.
- Euclea polyandra (L.f.) E.Mey. ex Hiern
- Euclea pseudebenus E.Mey. ex A.DC.
- Euclea racemosa L.
- Euclea sekhukhuniensis Retief, S.J.Siebert & A.E.van Wyk
- Euclea tomentosa E.Mey. ex A.DC.
- Euclea undulata Thunb.